# Vladimir Propp

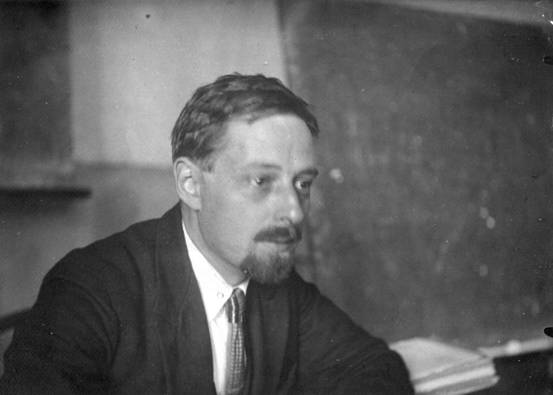
Vladimir Propp

Vladimir Jakovlevitsj Propp (Russisch: Владимир Яковлевич Пропп) (Sint-Petersburg, 29 april [O.S. 17 april] 1895 – Leningrad, 22 augustus 1970) was een Russische literatuurwetenschapper en folklorist. Zijn bekendste werk is De morfologie van het toversprookje. 
Propp werd geboren in Sint-Petersburg. Vanaf 1913 studeerde hij daar Germaanse en Slavische taal- en letterkunde. In 1918 studeerde hij af. Hij ging werken als leraar aan verschillende middelbare scholen. Vanaf 1932 werkte hij aan de universiteit van Sint-Petersburg, eerst nog vooral op het gebied van de taalkunde, maar geleidelijk aan concentreerde hij zich op het onderzoek naar folklore. 
Zijn De morfologie van het toversprookje verscheen in 1928, maar werd pas in 1958 in het Engels vertaald. In dit werk analyseert Propp op een structuralistische manier de verhaalstructuur van het Russische toversprookje. Hij toont aan dat alle sprookjes te ontbinden zijn in een aantal vaste elementen. De sprookjes volgen allemaal één grondpatroon, dat men kan uitdrukken in 31 "morfemen" of "functies". De eerste Nederlandse vertaling van het werk verscheen in 1997.